# Інститут тваринництва степових районів імені Михайла Іванова «Асканія-Нова»
Інститут тваринництва степових районів ім. М. Ф. Іванова «Асканія-Нова» — Національний науковий селекційно-генетичний центр з вівчарства НААН України — науково-дослідна установа в структурі Національної академії аграрних наук України.

## Історія
Історія інституту сягає січня 1909, коли в Асканії-Новій було створено фізіологічне відділення, де вчений Іван Іванов вперше розробляв, удосконалював і використовував новий зоотехнічний метод штучного запліднення тварин.
У 1910 в Асканії нова була відкрита зоотехнічна станція фізіологічного відділення при управлінні ветеринарної служби Міністерства внутрішніх справ Росії. У 1916 на її базі створили дослідну станцію з вівчарства Петровської академії сільського і лісового господарства.
Створений у 1931 на базі зоотехнічної станції та інших відділів заповідника в Асканії як Науково-дослідний інститут гібридизації та акліматизації тварин «Асканія-Нова». У 1940 отримав статус Всесоюзного та ім'я академіка М. Ф. Іванова.
Іванов Михайло Федорович суттєво поглибив теоретичні основи селекції сільськогосподарських тварин, розробив методику виведення нових високопродуктивних порід сільськогосподарських тварин. Є автором перших вітчизняних генофондів — асканійської тонкорунної породи.
26 серпня 1941 своїм ходом з Асканії вирушили на схід отари овець у 7 тисяч голів, стадо свиней у 195 голів, гурт великої рогатої худоби в 250 голів, а також 51 зубробізон. Евакуацію здійснювали більше 100 осіб, у тому числі 20 чабанів, 18 свинарів і 40 скотарів. Загальне керівництво евакуацією виконував майбутній академік Л. К. Гребень. Племінні тварини повернулися до Асканії лише у жовтні-листопаді 1944 року.
Постановою Ради Міністрів УРСР від 10 травня 1956 р. ВНДІГАТ «Асканія-Нова» ім. М. Ф. Іванова був реорганізований в Український науково-дослідний інститут тваринництва степових районів «Асканія-Нова».
З 1964 по 1992 рік включно, за винятком 1976 року, щоліта в Асканію-Нова на практику в інститут тваринництва приїжджали студенти сільськогосподарського факультету Університету Дружби Народів імені Патріса Лумумби (м. Москва). За 28 років близько 260 молодих людей із майже 60 нинішніх країн світу побували на літній практиці в Асканії. Багато хто з них надалі став визначними людьми у своїх країнах: міністрами, послами, професорами, радниками президентів, керівниками агрогосподарств, письменниками, журналістами, перекладачами тощо. Та й просто хорошими фахівцями у своїй галузі чи громадськими діячами. Водночас дюжина асканійців у різні роки та на різних факультетах — головним чином на сільськогосподарському — навчалася в УДН.
У 1992 інститут перейменований в Інститут тваринництва степових районів ім. М. Ф. Іванова «Асканія-Нова» Української Академії аграрних наук.
1989 року у складі УНДІТ «Асканія-Нова» було виділено у самостійну держбюджетну установу Біосферний заповідник «Асканія-Нова», який у 1995 став самостійним.